# Лавено-Момбелло
Лавено-Момбелло (итал. Laveno-Mombello) — коммуна в Италии, находится в провинции Варесе области Ломбардия.
Население составляет 8991 человек (2004), плотность населения составляет 349 чел./км². Занимает площадь 25 км². Почтовый индекс — 21014. Телефонный код — 0332.
Покровителями коммуны почитаются святые апостолы Филипп и Иаков, в честь которых освящён храм.